# Ken Salazar
Kenneth Lee ”Ken” Salazar, född 2 mars 1955 i Alamosa, Alamosa County, Colorado, är en amerikansk demokratisk politiker. Han representerade delstaten Colorado i USA:s senat 2005–2009 och var inrikesminister i Barack Obamas administration 2009–2013.
Salazar avlade juristexamen 1981 och inledde en bana som advokat. 1998 valdes han till Colorados justitieminister (Attorney General) och omvaldes till detta ämbete 2002. 2004 var han demokraternas kandidat till den senatsplats som blivit vakant efter att republikanen Ben Nighthorse Campbell avböjt omval. Han valdes till senator och tillträdde 2005. 
Salazar var under sin tid i senaten tillsammans med kollegorna Mel Martinez från Florida och Bob Menendez från New Jersey senatens latinamerikanska ledamöter. Han var en av de mer konservativt lagda demokraterna i senaten och hans moderata positioner har stundtals gjort honom impopulär i vänsterkretsar. 
Salazar är gift med Hope Hernandez och har två döttrar. Han är katolik.